# Aleš Kunaver
Aleš Kunaver, slovenski alpinist, in gorski vodnik, * 23. junij 1935, Ljubljana, † 2. november 1984 v helikopterski nesreči na pobočju Vrš nad Blejsko Dobravo.
Po poklicu je bil strojnik, znan pa zlasti kot vrhunski alpinist, gorski reševalec, konstruktor alpinistične opreme, predavatelj v petih jezikih, avtor številnih člankov in soavtor knjig z alpinistično vsebino, prvi jugoslovanski himalajski filmski snemalec, dolgoletni načelnik Komisije za odprave v tuja gorstva pri Planinski zvezi Slovenije, pri Planinarskem savezu Jugoslavije, predstavnik Jugoslavije pri Mednarodni zvezi alpinističnih in planinskih združenj (UIAA) in kandidat za predsednika Komisije za alpinizem pri tej mednarodni ustanovi (volitev ni dočakal), vodja šestih jugoslovanskih himalajskih odprav in predvsem zaslužen za vzpon slovenskega alpinizma v svetovni vrh.

## Življenje
Aleš Kunaver se je rodil v Ljubljani, materi Henrijeti in očetu Pavlu Kunaverju, starosti slovenskih alpinistov, jamarjev, tabornikov in astronomov. Po končani gimnaziji se je vpisal na Strojno fakulteto v Ljubljani in že kot študent konstruiral alpinistično opremo in opremo za gorsko reševalno službo, saj se je z alpinizmom začel ukvarjati že ko mu je bilo 14 let.
Z ženo Dušico, rojeno Zlobec, si je ustvaril družino, v kateri so se rodili otroci: Vlasta, Brigita in Primož. Lastnoročno je zgradil montažno hišo za družino, za družinske počitnice pa je konstruiral in tudi izdelal plastičen čoln in mu dal ime »Kuna«. Konstrukcija tega čolna je bila tako dobra, da je Jure Šterk v eni od »Kun« preplul Atlantik.
Aleševa edina služba je bila v Avtomontaži, tovarni avtobusnih karoserij, kjer je najprej delal kot konstruktor, a je kmalu postal komercialni direktor te tovarne. Službeno je prepotoval Evropo in velik del Afrike, saj so bili njihovi avtobusi uveljavljeni v številnih državah. V Avtomontažo je Kunaver želel vpeljati tudi proizvodnjo letal, za kar je narisal nekaj novih tipov, a te načrte, kot tudi mnogo drugih, je prekinila helikopterska nesreča v gozdu nad Blejsko Dobravo 2. novembra 1984.

## Alpinistična pot
V času med letoma 1950 in 1960 je Aleš Kunaver s soplezalci preplezal nekaj izjemnih smeri v domačih in tujih gorah: prvo zimsko prečenje  Kamniških Alp, prvi zimski vzpon v Dolgi nemški smeri v Triglavski steni, prva slovenska ponovitev Bonattijeve smeri v Grand Capucinu, prva slovenska ponovitev klasične smeri v Druju in druge. 
Preplezal je več prvenstvenih smeri v slovenskih Alpah med njimi:
- 1961 je v navezi s Kazimirjem Drašlarjem preplezal prvo smer v znameniti triglavski Sfingi (VI/A2), ki je tedaj veljala za zadnjo uganko Triglavske stene.
- 1968 Prvi zimski vzpon naveze Stane Belak-Šrauf, Aleš Kunaver in Anton Sazonov-Tonač v Čopovem stebru v severni Triglavski steni, osem dni v najtežjih zimskih razmerah in z nadvse slabo opremo, je do danes ostala najtrša zgodba v naših gorah. Sedemdeset reševalcev iz cele Slovenije se je zgrnilo v nevarne, plazovite  triglavske strmine, kjer je zapadlo dva metra snega in je še naprej neusmiljeno snežilo. Trije plezalci so srečno izplezali iz stene in se srečali z reševalci, ki so jim z Velega polja prišli naproti.

### Odprave
Na prvi odpravi je bil član, kasneje pa vodja in organizator naslednjih odprav:
- 1960: član JAHO I, prva pristopa na Trisul 3 (6170 m) in Trisul 2(6690 m)
- 1962: sta z Zoranom Jerinom opravila ogledni pohod za naslednje odprave prek zahodnega Nepala od Katmanduja do Dardžilinga
- 1968: vodja odprave v Hindukuš v Afganistanu; dosegli so pet vrhov visokih od 5900 – 6900 m
- 1969: vodja odprave JAHO III na Anapurno 2, povzpel se je na Anapurno 4 (7525 m); na tej odpravi je dr. Andlovic dosegel svojstven svetovni rekord - Kazimirju Drašlarju je reševal ozeble prste v dotlej najvišji »ordinaciji« na svetu (na višini 6500 m)
- 1972: vodja JAHO IV na Makalu, dosegli so višino okoli 8000 m vendar ne po običajnem pristopu ampak prvič preko stene; odprava je bila svojstvena tudi po znanstvenih raziskavah, saj so se jim pridružili trije znanstveniki.
- 1975: vodja JAHO VI, ki je na Makaluju dokončala prvenstveno smer prek J stene, eden je dostopil brez kisika
- 1981: vodja odprave v južno steno Lhotseja - dosegli so rob stene na 8000 m (naveza Franček Knez, Vanja Matijevec); Mednarodna alpinistična zveza (UIAA) pa je dala oceno »doslej najtežji poseg v Himalajo«.[2]
- 1984: vodja hrvaško-slovenske odprave Manaslu '84, ki je z dvojico dosegla vrh v alpskem slogu

### Po njem imenovane smeri
Prijatelji alpinisti so Aleša Kunaverja imenovali bara sab, kar v jeziku nepalskih domačinov pomeni vodja. S šestih odprav je vedno vse člane varno pripeljal domov. Njegov spomin so njegovi prijatelji in njihovi mlajši vrstniki počastili s spominskimi smermi v domačih gorah in v Himalaji: 
- Kunaverjeva smer v Malem Mangartu, 1986 (Filip Bence – Peter Podgornik)
- Kunaverjeva smer v zahodni steni Trisula, 1987 (Slavko Frantar, Janez Kastelec, Vlasta Kunaver (Aleševa hči), Sandi Marinčič, Lado Vidmar)
- Slovenska smer v južni steni Lhotseja, posvečena Alešu Kunaverju, 1990 (Tomo Česen)

## Priznanja
- Študentska Prešernova nagrada za konstrukcijo reševalnega bobna za gorsko reševalno službo - 8. februarja 1960.
- Red zaslug za narod z zlato zvezdo je prejela Odprava na Makalu leta 1975
- Zlate značke Planinarskega saveza Jugoslavije:
  - kot članu 1. himalajske odprave
  - za dolgoletno zaslužno delo v planinarstvu 27. april 1981
  - za 3. jugoslovansko himalajsko odpravo
  - za 4. himalajsko odpravo
- Zlate značke in zlati častni znak Planinske zveze Slovenije
- Bloudkovo priznanje leta 1974 za vrhunske dosežke v planinstvu in alpinizmu kot najuspešnejši udeleženec jugoslovanskih odprav v tuja gorstva in vodja šestih odprav, kot član GRS in avtor filmov s planinsko tematiko[3]
- Zlata medalja na mednarodnem tekmovanju smučarjev – gorskih reševalcev v Davosu v Švici (v dvojici z Marjanom Keršičem–Belačem), 1958
- Diploma za film Vzpon na Trisul na IX. festivalu jugoslovanskega dokumentarnega filma v Beogradu, 1962,
- Medalja za isti film na XIV. Festivalu mednarodnega alpinističnega filma v Trentu leta 1963.

## Alpinistična šola za nepalske alpiniste
Do konca leta 1979 pa bila, po pogodbi z jugoslovansko vlado, ki je bila financer alpinistične šole v Nepalu, končana gradnja šolskega poslopja. V težki dilemi ali vodstvo odprave na Everest ali gradnja alpinistične šole, je Kunaver svoje alpinistične cilje podredil želji pomagati nepalskim domačinom. Z alpinističnim znanjem je  želel preprečiti nesreče domačinov v himalajskih stenah. Želel je tudi, da bi domačini iz neukih nosačev postali gorski vodniki. »Everest je cilj, šola pa je poslanstvo« je dejal ob odločitvi za šolo.
Šola v Manangu v vasi pod Anapurnami je nastajala v času, ko je Himalaja obračala nov list svoje zgodovine. Osvojeni so bili vrhovi že vseh osemtisočakov in ostali  markantni vrhovi, na vrsti so bile stene. Domačini ki so v času osvajanja himalajskih vrhov bili vodilni člani tujih odprav v himalajske gore, so ob vstopu v stene  teh istih gora postali alpinističnim odpravam le nosači - šerpe. Brez alpinističnega znanja se premnogi niso vrnili. Izšolani alpinisti in gorski vodniki so s pomočjo nove šole, kjer so bili inštruktorji slovenski alpinisti in zdravniki, začeli varno vstopati v himalajske stene in začeli tudi varno vodili trekingaše po himalajskih poteh.
Alpinistična šola, ki jo je pod okriljem Planinske zveze Slovenije, ob finančni pomoči jugoslovanske vlade in s pomočjo sodelavcev Kunaver ustanovil v Manangu,  deluje še danes. Po 35 letih jo je leta 2013 uradno prevzela v svoje roke Nepalska planinska organizacija. 